# Joan Taylor
Joan Taylor est une actrice américaine née le 18 août 1929 à Geneva (États-Unis) et morte le 4 mars 2012 à Santa Monica (États-Unis).

## Filmographie partielle
- 1949 : L'Homme de Kansas City (Fighting Man of the Plains) d'Edwin L. Marin
- 1950 : Last Date de Lewis D. Collins (court-métrage)
- 1951 : La Maison dans l'ombre (On dangerous ground) de Nicholas Ray
- 1952 : Le Fils de Géronimo (The savage) de George Marshall
- 1953 : Les Dégourdis de la MP (Off limits) de George Marshall
- 1953 : La Loi du scalp (War paint) de Lesley Selander
- 1953 : Rose-Marie de Mervyn LeRoy
- 1955 : La Femme apache (Apache woman) de Roger Corman
- 1955 : Fort Yuma de Lesley Selander
- 1956 : Les soucoupes volantes attaquent (Earth vs. the Flying Saucers) de Fred F. Sears
- 1956 : Girls in Prison de Edward L. Cahn
- 1956 : Les Tambours de la guerre (War drums) de Reginald Le Borg
- 1957 : À des millions de kilomètres de la Terre (20 Million Miles to Earth) de Nathan Juran
- 1957 : Les Amours d'Omar Khayyam (Omar Khayyam) de William Dieterle